# Aeneas Alexander Mackay
Aeneas Alexander baron Mackay, 13e Baron Reay of Reay, Baronet of Nova Scotia, heer van Ophemert en Zennewijnen (Arnhem, 25 december 1905 - Nairobi, 10 maart 1963) was lid van het Britse Hogerhuis.

## Biografie

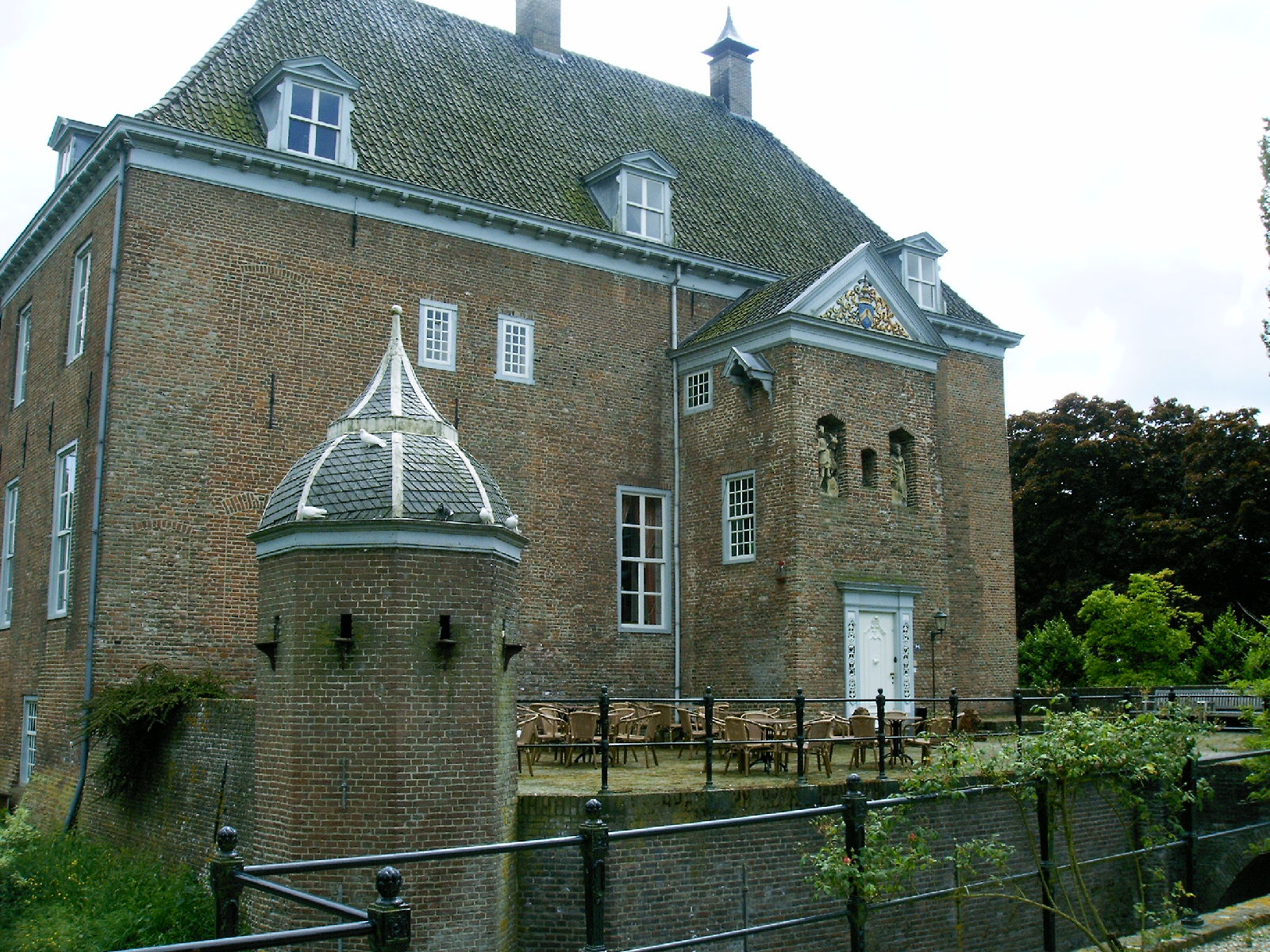
Kasteel Ophemert gezien schuin vanaf de siertuin.

Mackay, lid van de familie Mackay, was een zoon van Eric baron Mackay, de jure 12e Baron Reay of Reay en Baronet of Nova Scotia (1870-1921) en Maria Bertha Johanna Christina barones van Dedem (1871-1932). Zijn vader was na het kinderloos overlijden van zijn verwant mr. Donald Jacob baron Mackay (1839-1921) op 1 augustus 1921 opgevolgd als baron Reay of Reay. Hij stierf echter exact drie maanden later waarna zijn zoon opvolgde als Lord Reay.
Mackay groeide op in Nederland, ging daar in militaire dienst en was reserve-luitenant. Hij trouwde in 1936 met de Schotse, in Melrose (Scottish Borders) geboren Charlotte Mary Younger (1908). Mackay vestigde zich in Schotland en liet zich in 1938 naturaliseren tot Brits onderdaan. Hij werd vervolgens Representative Peer voor Schotland in het Britse Hogerhuis.
Mackay erfde tevens de heerlijkheden Ophemert en Zennewijnen en werd daarmee eigenaar van kasteel Ophemert. Zijn opvolger als Lord Reay was zijn oudste zoon, Hugh William Mackay.